# Église de la Sainte-Trinité (Košice)
L'église de la Sainte-Trinité, également connue comme "église des prémontrés", est une église catholique à Košice, en Slovaquie, située à la Hlavná ulica ("rue principale"), au coin de l'Univerzitná, à quelques mètres de la cathédrale Sainte-Élisabeth de Košice.
Elle est un exemple de l'architecture baroque et a été érigée à l'endroit où les jésuites avaient leur lieu de culte au Moyen Âge. En 1619, la torture des trois martyrs de Košice a eu lieu ici.

## L'histoire

### Origine
Au Moyen Âge, la "Maison Royale", prédécesseur du bâtiment actuel, se trouvait sur ce site.
En 1618, peu après le début de la Contre-Réforme et de la Guerre de Trente Ans (1618-1648), le bailli de la ville calviniste de Košice aménagea une maison et une chapelle au profit de trois prêtres, à savoir: les jésuites Melchior Grodziecki et Étienne Pongrácz, ainsi que le chanoine: Marko Krizin. Ici, ces ecclésiastiques ont exercé leurs fonctions pour la minorité catholique de la ville et là aussi leur martyre a eu lieu.
Au début de septembre 1619, il y a eu une émeute des calvinistes contre l'empereur Habsbourg Ferdinand II. L'armée calviniste de Georges Ier Rákóczi a occupé la ville de Košice avec le prince rebelle Gabriel Bethlen.
Bethlen  s'est tourné contre les catholiques locaux, et en particulier contre les trois ecclésiastiques. Ils ont été accusés de trahison au profit de l'armée polonaise, emprisonnés sans nourriture ni boisson et torturés. Le 7 septembre 1619, deux d'entre eux, à savoir Marko Krizin et Melchior Grodziecki, ont été mis à mort par décapitation. Le troisième, Stephan Pongrácz, est décédé le lendemain des suites de ses blessures.
Les atrocités commises contre les prêtres ont offensé la population. Les catholiques et les protestants désapprouvaient ces actes barbares..

### La construction
Environ 38 ans plus tard, en 1657, l'évêque d'Eger, Benoît Kishdy, a fondé la première université de Košice ("Universitas Cassoviensis") près de cet endroit.
Afin de compenser les événements de la guerre de Trente Ans, la belle-fille de George I Rákóczi, Zsófia Báthory (1619-1680) (épouse de Georges II Rákóczi) a acheté par après les ruines de la Maison Royale, ayant l'intention de construire à cette place une église au profit des jésuites. Cette église a été achevée en 1681 et ouverte la même année.
Sur la façade de l'église une inscription en latin nous rappelle l'action de ce bienfaiteur: POSUIT SOPHIA PRINCEPS BATHORY "L'éminente Sophia Báthory a construit ceci".

### Transition
Le 21 juillet 1773, les jésuites quittent la ville de Kosice afin de dissoudre l'ordre (de 1773 à 1814). En conséquence, en 1811, le bâtiment a été transféré à l'utilisateur actuel: l'Ordre des chanoines réguliers de Prémontré.

## Illustrations
|  |  |  |  |